# Ricky Charles
Ricky Charles (Saint George's, 19 giugno 1975) è un ex calciatore grenadino, di ruolo centrocampista.

## Carriera

### Club
Nel 2003, dopo due stagioni al Bryant & Stratton, si trasferisce al South Carolina Spartans. Nel 2005 passa al New Hampshire Phantoms. Nel 2007 viene acquistato dal Brooklin Knights. Nel 2008 lascia gli Stati Uniti per accasarsi al St. Ann's Rangers, squadra della massima serie trinidadiana. Nel 2009 viene acquistato dal QPR.

### Nazionale
Ha debuttato in Nazionale nel 1995. Ha messo a segno varie reti con la maglia della Nazionale. Il 26 marzo 2008, in Grenada-Isole Vergini americane (10-0) ha messo a segno quattro reti. Ha partecipato, con la Nazionale, alla Gold Cup 2009 e alla Gold Cup 2011.